# Karl Shell
Karl Shell (* 10. Mai 1938 in Paterson, New Jersey) ist ein US-amerikanischer Wirtschaftswissenschaftler. Er ist seit der Gründung der Zeitschrift 1968 Herausgeber des Journal of Economic Theory.

## Werdegang
Shell studierte zunächst Mathematik an der Princeton University. 1960 schloss er sein Studium mit dem Bachelor of Arts ab. Anschließend ging er an die Stanford University, wo er beim Nobelpreisträger Kenneth Arrow studierte und 1965 den akademischen Grad des Ph.D. in Wirtschaftswissenschaft erlangte.
Bereits 1964 ging Shell als Dozent ans Massachusetts Institute of Technology. 1968 zog er zur University of Pennsylvania weiter, wo er 1970 den Professorentitel erlangte. 1986 übernahm er den nach Robert Julius Thorne benannten Lehrstuhl an der Cornell University.

## Lehre und Forschung
Ausgehend von Forschungsergebnissen Arrows und seiner Dissertation trat Shell in den 1960er Jahren mit der Entwicklung einer makroökonomischen Theorie für Erfindungen, die als nicht-reguläre Produktionsfaktoren bestimmt werden, in Erscheinung und erforschte darauf basierend positive Feedback-Effekte, Industrial Organization und Wirtschaftswachstum. 
Ein weiteres Forschungsgebiet Shells war das von Paul Samuelson propagierte Overlapping-Generations-Modell. Zusammen mit Yves Balasko lieferte er Erkenntnisse über Gleichgewichte und Wohlfahrtsanalysen in solchen OG-Modellen. 
Zusammen mit David Cass, mit dem er auch bei der Forschung zu OG-Modellen zusammenarbeitete, entwickelte Shell Ende der 1970er, Anfang der 1980er Jahre die Theorie der Sunspotgleichgewichte, d. h. der Beschreibung von ökonomischen Einflüssen auf Entscheidungen, die nur auftreten, weil die Marktteilnehmer deren Auftreten erwarten.